# 1331
1331 (MCCCXXXI) je bilo navadno leto, ki se je po julijanskem koledarju začelo na torek.

## Dogodki

### Srbija
- januar - Srbija: spreta se srbski kralj Štefan Dečanski in kronski princ Dušan. Srbsko plemstvo je nezadovoljno s kraljem Štefanom, ker kljub začetni zmagi ni nadaljeval vojne z Bizantinci in Bolgari, zato bi raje na prestolu videlo njegovega sina Dušana. Po začetnih sovražnostih Dušana razlasti in izloči iz nasledstva, zato izbruhne kratka državljanska vojna.
- marec - Bolgarija: zaradi izbruha sovražnosti na srbskem dvoru je z bolgarskega prestola odstranjen prosrbski car Ivan Štefan. Za novega bolgarskega carja je izbran Ivan Aleksander.
- april - Po začetnih sovražnostih skleneta kralj Štefan Dečanski in kronski princ Dušan premirje.↓
- julij → Štefan Dečanski zahteva od svojega sina, da se mu pride priklonit na dvor, kar je pogoj, da mu bo vrnil primat v nasledstvu. Kronski princ Dušan sluti past, s privrženci hitro zorganizira vojsko ter napade nepripravljenega očeta. Stvari postanejo za Dušana enostavnejše, ko bežeči kralj pusti za sabo zakladnico in kraljevo družino. ↓
- 21. avgust → Princ Dušan ujame svojega očeta Štefana Dečanskega in ga zapre. ↓
- 8. september → Kronanje Štefana Uroša IV. Dušana Nemanjića (krajše - Dušan) za novega srbskega kralja.
- 11. november - Novi srbski kralj Dušan ukaže zadaviti svojega očeta in odstavljenega kralja Štefana Dečanskega ter s tem postane novi srbski kralj.[1]
- december - Kralj Dušan in bolgarski car Ivan Aleksander skleneta premirje in zavezništvo. Oba se želita maščevati Bizantincem, ki so se okoristili, ko sta bili sprti strani leto poprej v vojni. Bizantinski cesar Andronik III. Paleolog, ki izgublja na maloazijski fronti proti Osmanom, si tako na grbo nakoplje še dva mogočna nasprotnika. 1332 ↔

### Ostalo
- 11. januar - Po smrti poljskega plemiča, vojvode Głogówa Pšemisla II. omenjeno vojvodino aneksira češki kralj Ivan Luksemburški.
- avugst     - Na ukaz inkvizotorja Franciscusa de Clugia je iz Čedada proti Kobaridu sprožen križarski pohod. V Kobaridu so križarji posekali drevo in zasuli studenec, ki so ga staroverci častili po božje.
- 12. september - Monaški dedič Karel Grimaldi prežene Genovčane s Pečine in ponovno ustoliči hišo Grimaldi v Monaku.
- 27. september - Bitka pri Płowcah, poljsko-tevtonska vojna 1326–32: Poljaki pod vodstvom kralja Vladislava I. zaustavijo napredovanje vitezov križnikov. Poljaki sicer v bitki zmagajo, vendar utrpijo tako visoke izgube, da ne sledijo bežečim Nemcem.
- 26. december - Umrlega kneza Taranta[2] Filipa I. nasledi sin Robert. Umrli je bil iure uxoris, po pravici soproge Katarine Valoiške tudi titularni latinski cesar, zato se pravica do omenjenega naziva prenese nazaj na Katarino, ki je dedna nosilka naziva latinskih cesarjev.
- Grofija Artois, Francija: večni dedič Artoisa Robert III. si drzne ponarediti oporoko očeta, s katero pred kraljem Filipom VI. dokazuje, da je upravičen do grofije Artois. Ponaredek je neprepričljiv, zato kralj ukaže Roberta III. razlastiti, vreči v ječo ter po izvršenem sodnem postopku usmrtiti. 1332 ↔
- Bizantinsko-otomanske vojne: osmanski sultan Orhan osvoji Nikejo. 1337 ↔
- Čagatajski kanat: umrlega (?) kana Duvo Temurja nasledi pomuslimanjeni Tarmaširin, ki odpravi mongolski zakonik Jasa. Spreobrnitev v islam slabo vpliva na mongolsko plemstvo iz vzhodnega Čagataja, ki pripada mongolskemu šamanizmu in budizmu, zato sledi državljanska vojna. 1334 ↔
- Japonska: začetek vojne Genkō. Japonski cesar Go-Daigo se poskuša polastiti oblasti in odpraviti šogunat, ki ga vodi regentski klan Hodžo. Namera mu spodleti, zato je izgnan na otočje Oki. 1332 ↔
- Magreb: umrlega marinidskega sultana Abu Saida Usmana II. nasledi sin Abu al-Hasan.
- Potovanje maroškega popotnika Ibn Batute: iz Kilwe v današnji Tanzaniji odpravi po pomorski poti na tretji hadž. Po romanju se odloči, da bo obiskal Indijo - natančneje - Delhijski sultanat. Ubere nekoliko zapleteno, a varno kopensko pot iz Kaira, preko Palestine do Latakije v Siriji, kjer se vkrca na genovsko ladjo. Izkrca se Antalyi v južni Anatoliji in od tam nadaljuje v notranjost, kjer je težko ugotoviti, katera vsa mesta je obiskal. Glede na gostoljubnost, ki so mu jo izkazali v romarskih hospicih, gotovo veliko. Glede na opisano, ga je pot vodila križem kražem do krščanske Sinope ob obali Črnega morja.[3] 1332 ↔
- Javanska cesarica Tribhuvana Vidžajatunggadevi, ki je nasledila indonezijski hindujski Madžapahitski imperij, podeli izvršna pooblastila generalu Gadži Madi. 1343 ↔

## Rojstva
- 16. februar - Coluccio Salutati, italijanski (florentinski) državnik, humanist in zgodovinar († 1406)
- 30. april - Gaston III., grof Foixa, vikont Baerna, sovladar Andore († 1391)

Neznan datum
- papež Gregor XI. († 1378)
- John Wycliffe, angleški teolog in predhodnik protestantizma († 1384)
- Michele Steno, 63. beneški dož († 1413)

## Smrti
- 11. januar - Pšemisl II. Głogowski, poljski plemič, vojvoda Głogówa (* 1305)
- 14. januar - Odorik iz Pordenoneja, italijanski (beneški) frančiškanski misijonar, popotnik, potopisec (* 1286)
- 26. oktober - Abulfeda, arabski zgodovinar, geograf (* 1273)
- 11. november - Štefan Dečanski, srbski kralj (* 1285)
- 26. december - Filip I. Tarantski, knez Taranta, knez Ahaje (* 1278)
- 30. december - Bernard Gui, francoski inkvizitor, kronist (* 1261)

Neznan datum
- Abu al-Fida, arabski zgodovinar, emir Hame (* 1273)
- Abu Said Usman II., marinidski sultan (* 1276)
- Duva Temur, čagatajski kan
- Matilda Hainauška, ahajska kneginja (* 1293)